# Luetzelburgia
Genre
Classification phylogénétique
Synonymes
- Luetzelbergia[2]

Luetzelburgia est un genre de plantes à fleurs dicotylédones de la famille des Fabaceae, sous-famille des Faboideae, originaire du Brésil, qui comprend huit espèces acceptées.

## Liste d'espèces
Selon The Plant List (1 novembre 2018) :
- Luetzelburgia andrade-limae H.C.Lima
- Luetzelburgia auriculata (Allemao) Ducke
- Luetzelburgia bahiensis Yakovlev
- Luetzelburgia guaissara Toledo
- Luetzelburgia pallidiflora (Rizzini) H.C.Lima
- Luetzelburgia praecox (Harms) Harms
- Luetzelburgia reitzii Burkart
- Luetzelburgia trialata (Ducke) Ducke